# 1969 في الجزائر
فيما يلي قوائم الأحداث التي وقعت خلال عام 1969 في الجزائر.

## سياسة

### انتهاء فترة المنصب
- 1 يناير – عبد الكريم بابوش عضو المجلس الشعبي الوطني الجزائري.

## مواليد

### يناير
- 1 يناير – بشير مفتي كاتب جزائري.
- 1 يناير – حسان عمراوي رسام جزائري.
- 1 يناير – عبد الحفيظ مطالسي ممثل فرنسي.

### فبراير
- 7 فبراير – عمر حمند لاعب كرة قدم جزائري.
- 11 فبراير – عبد الحفيظ تاسفاوت لاعب كرة قدم جزائري.

### مارس
- 5 مارس – موسى صايب

### أبريل
- 16 أبريل – حبيب سوايدية ملازم وكاتب جزائري
- 19 أبريل – محمد طاليس لاعب دولي جزائري
- 30 أبريل – سليمة آيت محمد

### مايو
- 22 مايو – صابر محفوظ لحمر
- 25 مايو – رضى عاصيمي لاعب كرة قدم.

### يونيو
- 9 يونيو – فيليب وارتيلي

### أغسطس
- 25 أغسطس – علي دحلاب لاعب كرة قدم جزائري.

### سبتمبر
- 4 سبتمبر – عمر بلعطوي لاعب كرة قدم جزائري.

### نوفمبر
- 28 نوفمبر – مراد آيت طاهر لاعب كرة قدم جزائري.

### ديسمبر
- 10 ديسمبر – بلعيد عبريكا سياسي جزائري.
- 11 ديسمبر – بلال زعواني لاعب كرة قدم جزائري.

## وفيات

### يناير
- 1 يناير – ليلي العباسي (مواليد 1897) مغني جزائري.
- 1 يناير – محمد بومزراق (مواليد 1921) لاعب كرة قدم جزائري.

### أغسطس
- 7 أغسطس – جان باستيان (مواليد 1915) لاعب كرة قدم فرنسي.

### سبتمبر
- 29 سبتمبر – أليس فيلد (مواليد 1903) ممثلة فرنسية.